# Box-office Italie 1966-1967
Cet article traite du box-office de la saison cinématographique 1966-1967 en Italie.

## Les 20 premiers
Les films sont classés selon les recettes réelles de la Société italienne des auteurs et éditeurs (SIAE, Società Italiana degli Autori ed Editori), fournies par les volumes Platea in piedi exprimées en lires italiennes,,. Lorsque les données SIAE pour le nombre d'entrées ne sont pas disponibles, les recettes réelles ont été divisées par le prix moyen du billet à l'époque, estimé à 262 lires en  1966-67.
Pour certains titres étrangers, les données SIAE ne sont pas disponibles, la position dans le classement est obtenue sur la base des données disponibles auprès du Giornale dello spettacolo,.
| Rang | Titre                               | Pays                                                                        | Réalisateur        | Recettes Italie (lires) | Entrées Italie |
| ---- | ----------------------------------- | --------------------------------------------------------------------------- | ------------------ | ----------------------- | -------------- |
| 1    | Le Docteur Jivago                   | Drapeau des États-Unis                                                      | David Lean         | 6 000 000 000           | 22 900 000     |
| 2    | Le Bon, la Brute et le Truand       | Drapeau de l'Italie · Drapeau de l'Espagne · Drapeau : Allemagne de l'Ouest | Sergio Leone       | 3 210 701 000           | 11 364 221     |
| 3    | La Bible                            | Drapeau des États-Unis · Drapeau de l'Italie                                | John Huston        | 3 189 837 000           | 11 245 980     |
| 4    | Opération San Gennaro               | Drapeau de l'Italie · Drapeau de la France · Drapeau : Allemagne de l'Ouest | Dino Risi          | 1 542 756 000           | 5 888 000      |
| 5    | Un homme et une femme               | Drapeau de la France                                                        | Claude Lelouch     |                         |                |
| 6    | Colorado                            | Drapeau de l'Italie                                                         | Sergio Sollima     |                         |                |
| 7    | Grand Prix                          | Drapeau des États-Unis                                                      | John Frankenheimer |                         |                |
| 8    | Les Professionnels                  | Drapeau des États-Unis                                                      | Richard Brooks     |                         |                |
| 9    | Arabesque                           | Drapeau des États-Unis                                                      | Stanley Donen      |                         |                |
| 10   | Le Prêteur sur gages                | Drapeau des États-Unis                                                      | Sidney Lumet       |                         |                |
| 11   | La Grande Vadrouille                | Drapeau de la France · Drapeau du Royaume-Uni                               | Gérard Oury        |                         |                |
| 12   | La Mégère apprivoisée               | Drapeau de l'Italie · Drapeau des États-Unis                                | Franco Zeffirelli  |                         |                |
| 13   | La Bataille des Ardennes            | Drapeau des États-Unis                                                      | Ken Annakin        |                         |                |
| 14   | Le Gros Coup des sept hommes en or  | Drapeau de l'Italie                                                         | Marco Vicario      | 1 314 078 000           | 5 015 000      |
| 15   | Trois Cavaliers pour Fort Yuma      | Drapeau de l'Italie · Drapeau de la France · Drapeau de l'Espagne           | Giorgio Ferroni    | 1 309 699 000           | 4 998 000      |
| 16   | Comment voler un million de dollars | Drapeau des États-Unis                                                      | William Wyler      |                         |                |
| 17   | Belfagor le Magnifique              | Drapeau de l'Italie                                                         | Ettore Scola       | 1 284 006 000           | 4 900 000      |
| 18   | Opération Opium                     | Drapeau des États-Unis · Drapeau de la France · Drapeau de l'Autriche       | Terence Young      |                         |                |
| 19   | L'Homme à la Ferrari                | Drapeau de l'Italie                                                         | Dino Risi          |                         |                |
| 20   | Arizona Colt                        | Drapeau de l'Italie · Drapeau de la France                                  | Michele Lupo       | 1 249 041 000           | 4 767 000      |